# Marcello Clarich
Marcello Clarich (Casale Monferrato, 21 luglio 1957) è un giurista italiano.

## Biografia
Allievo della Scuola superiore di studi universitari e di perfezionamento Sant'Anna di Pisa, si è laureato nel 1980 e nel 1983 ha conseguito il diploma di perfezionamento. Nel 1985 ha conseguito il Master of Law presso la Harvard Law School, e l'anno successivo il dottorato di ricerca in Legislazione e diritto bancario presso l'Università di Siena.
Avvocato cassazionista, è professore ordinario di diritto amministrativo presso la LUISS "Guido Carli", l'Università di Siena e dal 2018 l' "Sapienza" Università di Roma.
Dal 2009 al 2012 ha fatto parte della Commissione istituita presso il Consiglio di Stato per la redazione del Codice del processo amministrativo e in seguito della Commissione di Studio per la riforma della Corte dei Conti.
Dal 2012 al 2014 è stato Commissario straordinario presso l'Istituto per il Credito Sportivo in Amministrazione Straordinaria, nominato dalla Banca d'Italia. Dal 2014 al 2018 ha presieduto la Fondazione Monte dei Paschi di Siena.
Collabora dal 1991 con il gruppo editoriale de Il Sole 24 Ore.

## Pubblicazioni principali
- Manuale di giustizia amministrativa, Bologna, Il Mulino, 2022;
- Commentario al codice dei contratti pubblici (a cura di), Torino, Giappichelli, 2019;
- Manuale di diritto amministrativo, Bologna, Il Mulino, 2013;
- Autorità indipendenti. Bilancio e prospettive di un modello, Bologna, Il Mulino, 2005;
- (con Andrea Pisaneschi) Le fondazioni bancarie: dalla holding creditizia all'ente non-profit, Bologna, Il Mulino, 2001;
- il capitolo "La giustizia", in Sabino Cassese (a cura di), Trattato di diritto amministrativo. Diritto amministrativo generale, Milano, 2003, II ed.;
- Termine del procedimento e potere amministrativo, Torino, Giappichelli, 1995;
- Giudicato e potere amministrativo, Padova, Cedam, 1989;
- Le Casse di Risparmio: verso – un nuovo modello, Bologna, Il Mulino, 1984.